# William Bowman
Sir William Bowman (Nantwich, Cheshire, 20 de julho de 1816 — Dorking, 29 de março de 1892) foi um anatomista e oftalmologista britânico.

## Vida e obra
Em 1837 Bowman mudou-se de Birmingham, a fim de ampliar sua formação em medicina no King's College de Londres. Trabalhou sob a tutela do fisiologista Robert Bentley Todd. Com 25 anos de idade Bowman descobriu uma membrana no corpúsculo renal que é atualmente denominada cápsula de Bowman. Com auxílio da microscopia desvendou estruturas anatômicas que atualmente são denominadas em sua lembrança: a glândula de Bowman do sistema olfativo e a membrana de Bowman.
Em colaboração com Todd publicou o compêndio em cinco volumes Physiological Anatomy and Physiology of Man (1843–1856) e Cyclopaedia of Anatomy and Physiology (1852).
A partir de 1844 trabalhou como oculista no Royal London Ophthalmic Hospital (atualmente Moorfields Eye Hospital). Entre 1848 e 1855 foi professor no King's College. Em 1880 fundou a Ophthalmological Society (atualmente Royal College of Ophthalmologists).

## Condecorações
Em 1841 foi eleito membro da Royal Society, que o agraciou com a Medalha Real em 1842. Recebeu o título de sir em 1884.